# Chiesa di Sant'Antonio di Padova (Ossana)
La chiesa di Sant'Antonio di Padova è una chiesa cattolica situata nel comune di Ossana, in provincia di Trento; è sussidiaria della parrocchiale di San Vigilio di Ossana e fa parte dell'arcidiocesi di Trento.

## Storia

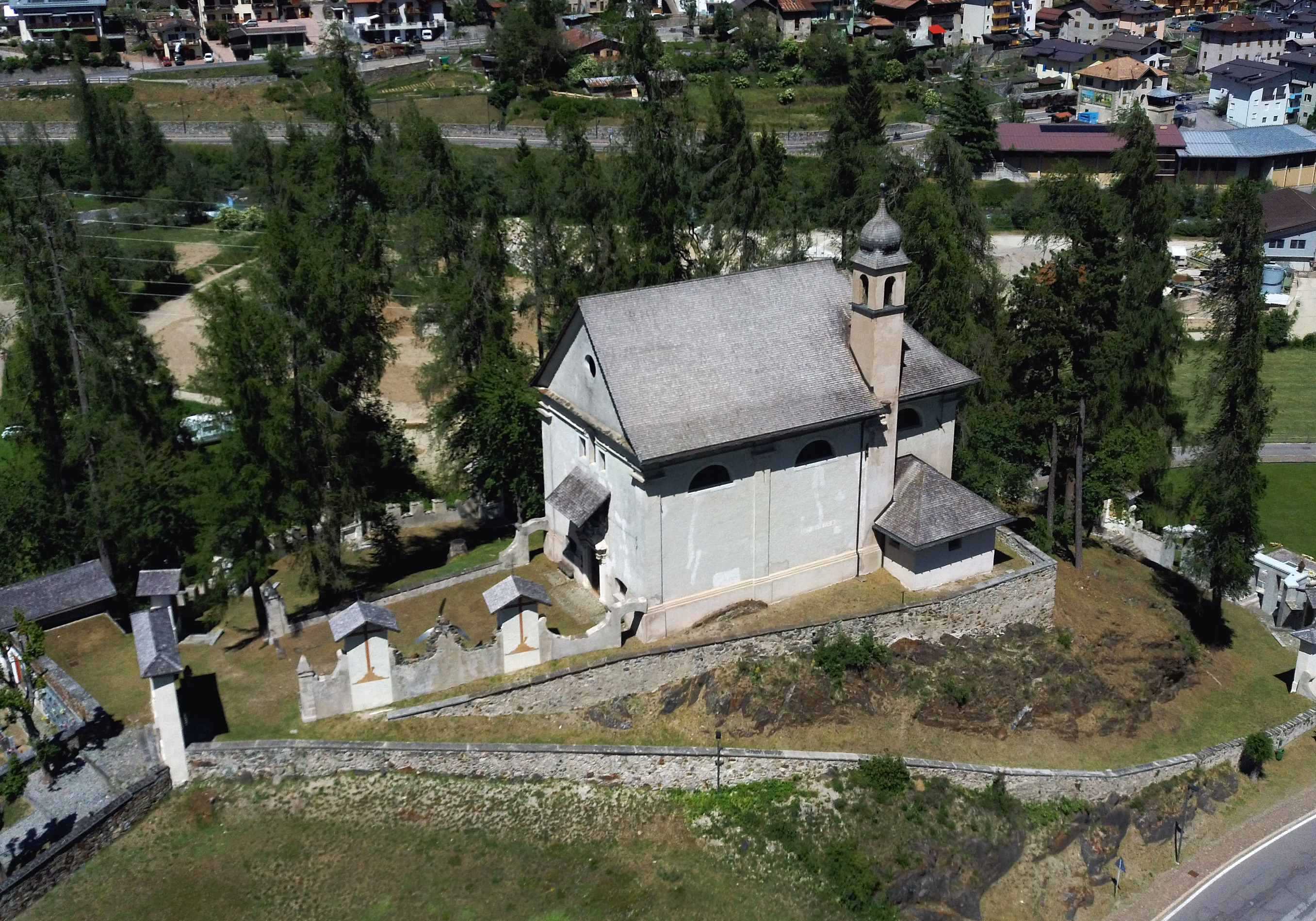
Vista aerea della chiesa

Secondo alcune testimonianze la chiesa sorse al posto di un piccolo oratorio dei padri riformati, su cui però non si ha alcuna informazione. I lavori di costruzione dell'edificio, progettato già dal 1682, partirono nel 1686 e si conclusero soltanto nel 1718, anche se esso fu provvisto di copertura già nel 1695. Tra il 1718 e il 1723 vennero realizzate le decorazioni a stucco dal comasco Filippo Boni; seguì l'affrescatura da parte di Marino Dalla Torre di Mezzana, che operò in navata nel 1723 e in presbiterio nel 1739-40 (oltre che sulle stazioni della via Crucis eretta all'esterno nel 1733-39). Il 3 agosto 1742 la chiesa venne finalmente consacrata; alcuni anni dopo, tra il 1753 e il 1756, Antonio Giuseppe Sartori realizzò il portale maggiore.
Tra il 1965 e il 1975 è stato realizzato l'adeguamento liturgico con l'aggiunta di un tavolo in pietra come mensa al popolo, mentre il tabernacolo dell'altar maggiore mantiene la funzione di custodia eucaristica quando la chiesa viene officiata.

## Descrizione

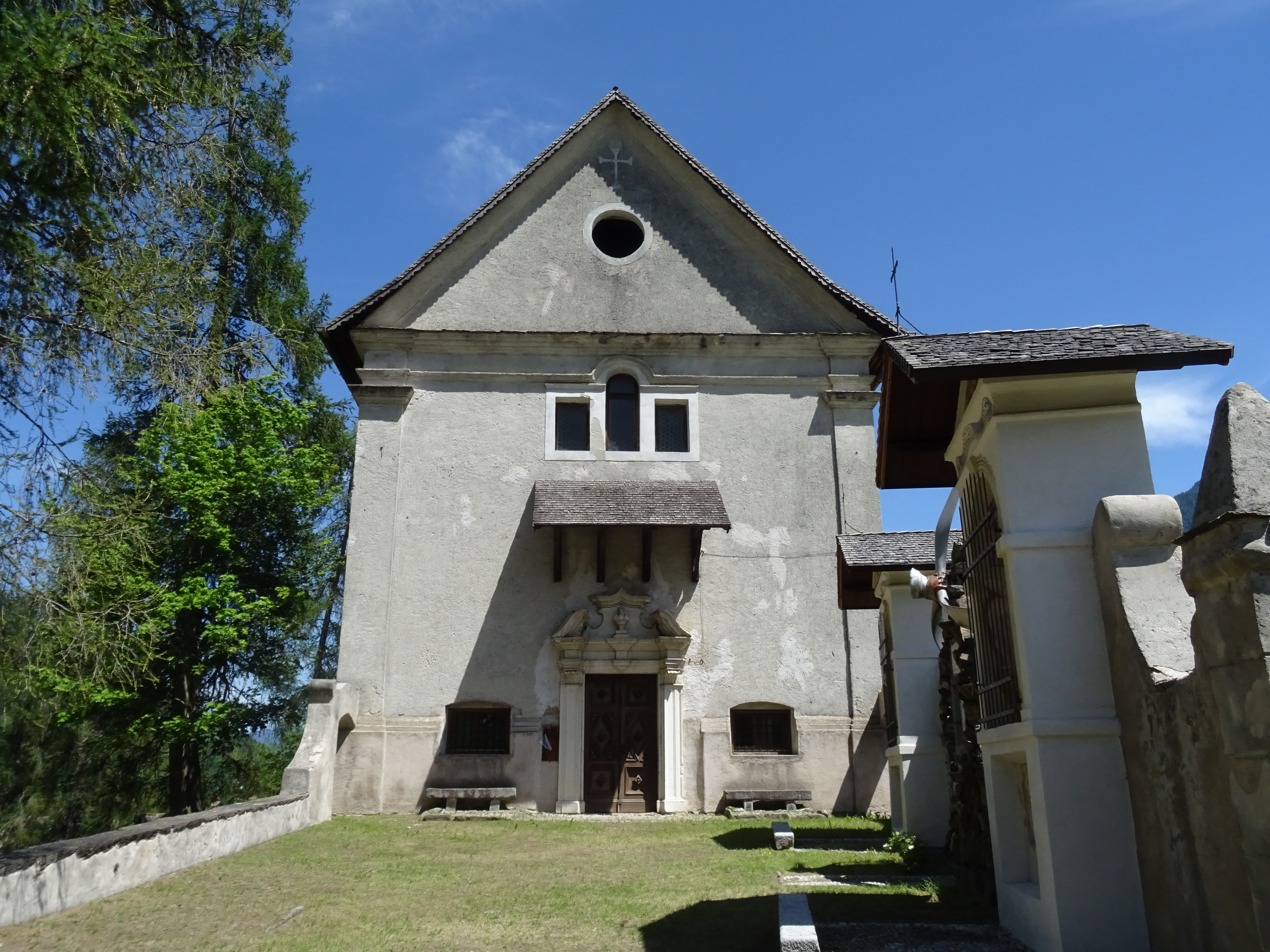
Facciata

La chiesa, regolarmente orientata verso est, si trova in cima al colle Tomino, un basso rilievo posto sulla destra del Noce tra gli abitati di Ossana e Cusiano; ai piedi del colle, a ovest, si stende il cimitero comunale, e est invece l'ex cimitero militare austroungarico, e lungo il sentiero che sale verso la chiesa si snodano quattordici stazioni della via Crucis con gli affreschi del Dalla Torre (restaurati nel 1766 e poi nel 1933 da don Francesco Zorzi, che ridipinse le prime due). Nel cortile della chiesa si trova altresì un monumento con un'elica d'aeroplano, a memoria dell'incidente aereo del monte Giner avvenuto il 22 dicembre 1956. La struttura è in muratura di pietrame, intonacata sia dentro, sia fuori, con tetto di tegole in legno. 

### Esterno
La chiesa si presenta con facciata a capanna stretta tra due paraste di ordine gigante, su cui poggiano una cornice liscia e quindi il frontone triangolare; alla base si trova, centrale, l'elaborato portale barocco, fiancheggiato su entrambi i lati da finestrelle quadrate e sormontato da una tettoia in legno. Al centro della facciata si apre una finestra a serliana (ripresa uguale sul retro), e in mezzo al frontone si trova un oculo.
Le fiancate sono ritmate da lesene in corrispondenza delle campate interne; su quella destra, in posizione arretrata, emerge il volume della sagrestia, preceduto dal piccolo campanile: questo è una torre a base quadrata, con cella campanaria aperta da monofore centinate e cupolino a cipolla con copertura in tegole di legno.

### Interno

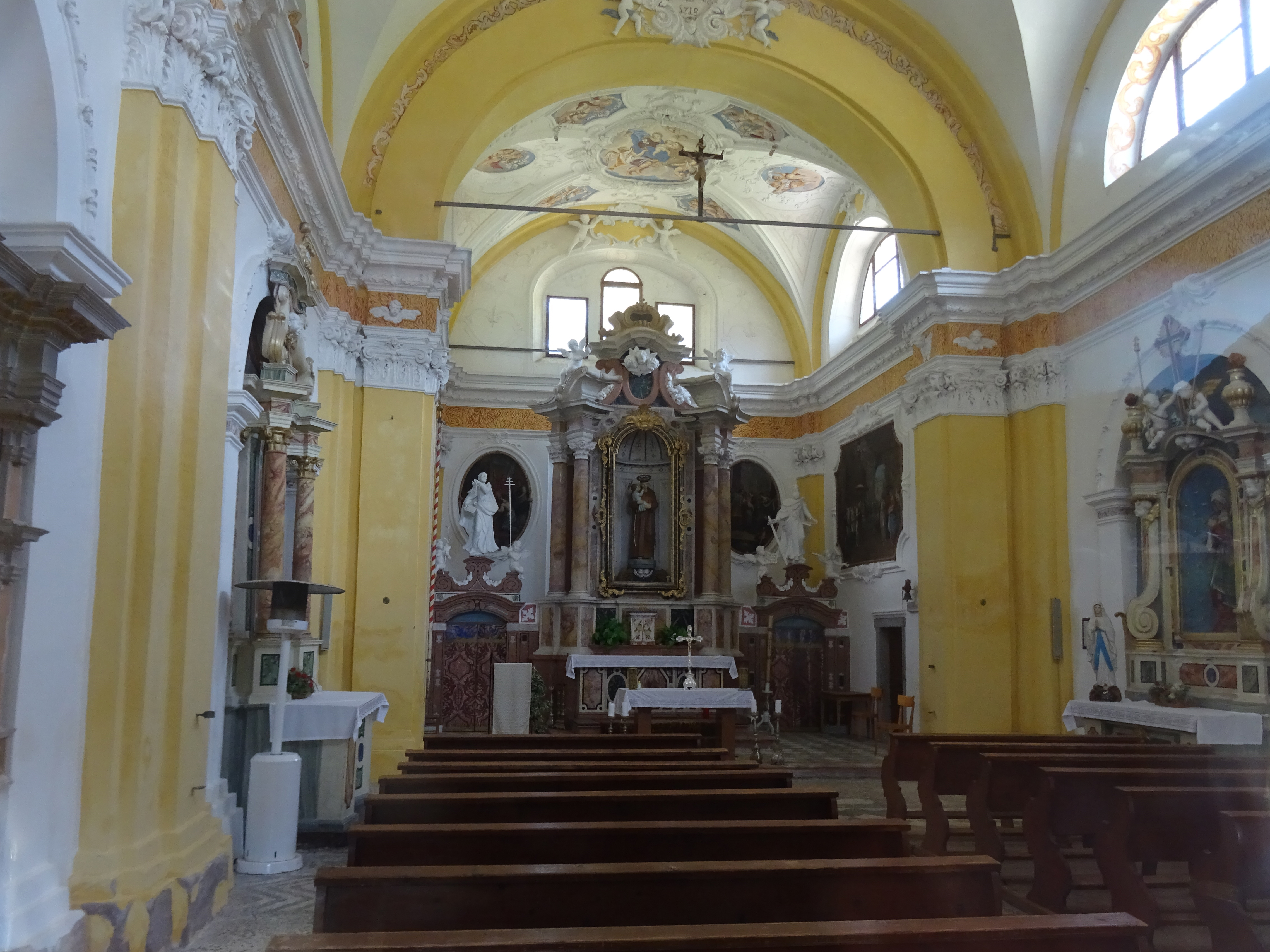
Interno

L'interno si apre con un'unica navata, ripartita in due campate da un'arcata a tutto sesto che poggia su paraste con capitelli corinzi in stucco; ai lati si aprono nicchie poco profonde, anch'esse introdotte da arcate a tutto sesto. L'arco santo, sempre a tutto sesto, introduce al presbiterio rettangolare, rialzato di un gradino. Tutti gli ambienti sono pavimentati con un motivo a rombi colorati realizzati in seminato alla veneziana, voltati a botte unghiata e rinforzati da tiranti in ferro: le lunette meridionali sono finestrate mentre quelle opposte sono occupate da finte finestre dipinte.
La chiesa ospita tre altari: il maggiore, opera marmorea barocca, è del castionese Cristoforo Benedetti, realizzato nel 1731 e riconsacrato il 18 maggio 1969; ospita sculture di Alessandro Prati da Cles (la statua di sant'Antonio di Padova al centro e le statue dei santi Pietro e Paolo sulle porte laterali), e sul retro una pace in legno scolpito raffigurante la Madonna con san Rocco. Gli altari laterali sono in legno dipinto a marmo, dedicati all'Addolorata e a san Carlo Borromeo, con le relative statue sempre opera del Prati datate 1741, che padre Weber definisce "di poco valore".
Le pareti e il soffitto sono ricchi di decorazioni barocche, a partire dagli elementi in stucco di Filippo Boni fino agli affreschi raffiguranti sant'Antonio in gloria e la santissima Trinità, eseguiti da Marino dalla Torre (che probabilmente dipinse anche la piccola pala con l'Addolorata che si trova in navata). All'interno si conservano inoltre sette tele di Domenico Bonora da Cavalese, allievo di Giuseppe Alberti: sulle pareti del coro, sant'Antonio che porge un bambino a un cavaliere, e sant'Antonio con un cavaliere e un gruppo di donne; ai lati del presbiterio, la predica di sant'Antonio ai pesci e sant'Antonio con vari fedeli che porta il Santissimo in processione in una chiesa; sulla parete di fondo tre ovali, con la Madonna con alcuni fedeli, la natività di Gesù, e l'adorazione dei Magi.